# Christian Reineccius
Pour les articles homonymes, voir Reineccius.
Christian Reineccius (1668-1752) est un théologien, hébraïsant, orientaliste et traducteur saxon.

## Biographie
Christian Reineccius est l'élève de l'école du couvent Mariental près de Helmstedt et du Gymnase Andreanum à Hildesheim. De 1688 à 1690, il est étudiant à l'université de Helmstedt.
Après une activité pratique de prédicateur à Magdebourg, il se rend à Quedlinburg en 1690, puis  reprend, en 1692, ses études à l'université de Rostock. En 1694, il s'installe à l'université de Leipzig et à Halle. Il est devenu privat-docent à l'université de Leipzig en 1700.
En 1721, il devient directeur du Gymnase Augusteum de Weißenfels, dont la tradition se perpétue aujourd'hui à travers le Goethegymnase. Il y a vécu et travaillé jusqu'à sa mort. 

## Œuvre
Sur le plan scientifique, il s'est surtout concentré sur la recherche linguistique de la Bible par le biais de traductions, en particulier de l'Ancien Testament, mais il a également travaillé sur d'autres textes théologiques tels que les concordances. Ses éditions et ses écrits bibliques ont connu plusieurs éditions au xviiie siècle. Il a servi par ses écrits l'étude de l'hébreu. On lui doit une traduction en quatre langues de l'Ancien et du Nouveau Testament (Leipzig, 1713-48).
Reineccius a aussi repris la traduction latine du Coran due à Louis Marracci, en y ajoutant une histoire du Coran et un compte-rendu de la foi musulmane. Publié à Leipzig en 1721, l'ouvrage s'intitule

« Mohammedis filii Abdallae pseudo-prophetae fides Islamitica:i.e. Al-Coranus ex idiomate Arabico, quo primum a Mohammede conscriptus est, Latine versus per Ludovicum Marraccium (...) et ex ejusdem animadversionibus aliorumque observationibus illustratus et expositus, praemissa brevi introductione et totius religionis Mohammedicae synopsi (...). »

Soit: « La foi islamique du pseudo-prophète Mohammed, fils d'Abdalla: i.e. Al-Coran, de la langue arabe en laquelle elle a d'abord été rédigée par Mohammed, traduite en latin par Louis Marracci et accompagnée de ses critiques et observations, ainsi que celles d'autres personnes, et qui expose une brève introduction et une vue synoptique de toute la religion mahométane ». 